# Aliye Timisi Ersever
Aliye Timisi Ersever (* 25. Februar 1963 in Divriği, Provinz Sivas) ist eine türkische Politikerin der Cumhuriyet Halk Partisi (CHP), die seit 2023 Mitglied der Großen Nationalversammlung (TBMM) ist.

## Leben
Aliye Timisi Ersever ist die Tochter des Politikers Mustafa Timisi (* 1936), der zwischen 1969 und 1977 und erneut von 1987 bis 1991 Mitglied der Großen Nationalversammlung, zwischen 1969 und 1981 Vorsitzender der Einheitspartei der Türkei TBP (Türkiye Birlik Partisi) sowie später Mitglied der Sozialdemokratischen Populistischen Partei SHP (Sosyaldemokrat Halkçı Parti) war, und dessen Ehefrau Seycan Timisi. Nach dem Militärputsch vom 12. September 1980 war sie Mitarbeiterin ihres Vaters und absolvierte ein Studium an der Fakultät für Wirtschaftswissenschaften der Universität Anadolu (Anadolu Üniversitesi). Sie engagierte sich zunächst ebenfalls in der Sozialdemokratischen Populistischen Partei und wurde 1989 Nachbarschaftsdelegierte des SHP-Bezirksverbandes im Istanbuler Stadtteil Bakırköy. 1994 nahm sie eine Tätigkeit als Sozialarbeiterin am Generalkonsulat in Münster auf und war dort bis 1999 tätig.
2005 trat Aliye Timisi Ersever der Republikanischen Volkspartei (CHP) als Mitglied bei und wurde 2011 als stellvertretende Vorsitzende für Frauen in den Vorstand des CHP-Verbandes der Provinz Ankara gewählt. Bei der Kommunalwahl am 30. März 2014 wurde sie als Mitglied des Gemeinderats von Çankaya gewählt, einer Gemeinde, die Bestandteil der Großstadtkommune Ankara und zugleich ein flächenidentischer staatlicher Verwaltungsbezirk (İlçe) der Provinz Ankara ist. Sie ist ferner Gründungsmitglied des Solidaritätsvereins ÇEBDER (Çağdaş Emek-Bahçelievler Yardımlaşma Derneği) und des Pfadfinder-Freiwilligenverbandes von Ankara sowie Vorstandsmitglied des Kulturvereins Divriği (Divriği Kültür Derneği). Als Mitglied der Frauenvereinigung „29. Oktober“ führt sie Stipendien- und Hilfsaktivitäten für die Bildung von Mädchen durch.
Aliye Timisi Ersever, die Mitglied und Schatzmeisterin des Zentralen Frauenabteilung MYK (Merkez Kadın Kolları) der Republikanischen Volkspartei ist, wurde bei der Parlamentswahl am 14. Mai 2023 für die CHP für die Provinz Ankara erstmals zum Mitglied der Großen Nationalversammlung TBMM (Türkiye Büyük Millet Meclisi) gewählt und gehört dieser seither an. In der aktuellen 28. Legislaturperiode ist sie seit dem 3. Juni 2023 Mitglied der Kommission für die Chancengleichheit von Männern und Frauen (Kadın Erkek Fırsat Eşitliği Komisyonu).
Sie ist Mutter eines Kindes.